# 諸星あたる
諸星 あたる（もろぼし あたる）は、高橋留美子の漫画作品及びそれを原作としたテレビアニメ作品『うる星やつら』に登場する架空の人物で、同作の主人公。

## 特徴・設定
友引高校に通う高校生で、当初は1年4組、後に進級して2年4組になる。ラムは妻を自称するが、入籍していない。原作を最初から読んでいない人には、主人公はラムであると思われがちであるが、「少年サンデーグラフィック」において｢どちらが主人公か?｣との質問に対し「わたしは諸星あたるが主役だと思います」との作者の発言がある。原作にも、面堂があたるを主役であると認めている節があり、あたるが「俺が主役だ」と断言しているシーンが存在している。ラムも自分が主役だと思っていて、「ウチじゃないのけ?」とあたるに質問すると「俺が主役だったんだよっ！」と返答するシーンがあり、ラムの人気が出てどちらが主役かわからないこの漫画自体を揶揄しているようなシーンもある。ただし、ラムは原作第2話、アニメ123話を除き全話に登場するがあたるはラム、ラン、弁天、おユキの幼馴染4人組が主役を務める回にはほぼ登場しない。
連載時期によって性格や容姿が異なる上、原作とアニメでも微妙に性格が異なる。
ラムの登場回数が激増した後半も、話が次の回へつづく時に「つづく」と言うのは最後まであたるであった（ただし原作ではコタツネコがやっていた回が存在する）。
基本的には楽観的かつアホなことばかりする性格であり、クラス内では「並みのアホではない」として公認されている。また無類の女好きで、よくガールハントをしに町に出かけ、ガールフレンドと一緒にいても他所の女性に見とれ、美人をみるや声をかけてナンパしている。連載中期頃より住所と電話番号を聞き出そうとするようになる。また連載後半頃では、女性に詰め寄り、壁にもたれかかり臭い台詞を投げかけるなどの変化も見られる。また、弁天やサクラなど知人の女性となると、いくらぶっ飛ばされようが平気でセクハラをする。劇中ではそれほど成功していないように思えるが、成功率は本人曰く40％。
相手が既婚者であっても口説いているが、水乃小路飛鳥のブラコン癖に対して正しくないと説教したり、間違いで作ったベタベタして抱き合う偽物のお雪と弁天を「つまらない物」と断じている。ただし自分で作った偽物のサクラには興奮しているので自分相手であれば全く気にしない。
また中学生の水乃小路飛鳥や面堂了子は口説くが小学生と勘違いしたスケ番3人組は無視している。また、老婆などにもさすがに反応しない。
頭の中は女のことしかなく、女性への関心は人工的に精神が女性そのものに変えられてもなくならずにレズビアンになるほどである。反対に男には見た目が美少女である渚には無反応であり、性転換してしまった面堂には求愛しているのであくまで性別が女性であることが重要な模様。
母親同様に金銭に浅ましく、セコイ一面を持つ。
時折、皆が気持ち悪がった大食らいの芋虫を大事に育てたり、病院前を通るあたるに片想いしながら病死して幽霊になった少女、望の好意を受けデートをするなど、たまに心優しい性格も垣間見える。女性は殴らないというポリシーも持っている。この「女性に暴力を振るわない」は絶対の信頼を得ており、テンから「噛み付くとうつり、うつすと早く治る虫歯」をうつされたことが発覚しクラス全員が机や椅子をバリケードにして隠れた際にもあたる本人の一言で女子全員が出てきた程。また日記もつけており、ナイーブな面も持ち合わせている。
女性関係からみていくと、最初のガールフレンドは幼馴染にして同じクラスの三宅しのぶであるが、しのぶとの関係は、面堂終太郎の登場と共に自然消滅していく。
また、レギュラーキャラクターの女性には全て過剰なアプローチをかけているがサクラとつばめの交際は邪魔するのではなく見学する、ランとレイのデートに遭遇した際はランにアプローチはするが露骨な邪魔はしないなど略奪愛には手を染めていない。
ラムに対しては、当初押しかけ女房的な態度を取られ、さらに拒絶すると執拗な妨害や電撃制裁を喰らわせられるので他の女性と違い嫌がっていた。しかし、次第に表面上はラムに対して冷たい態度を基本的にとり続けるが、「ラムにガールハントを邪魔されるのは嫌だが、ラムがいなくなったり別の男に取られたりするのはもっと嫌」というほどに本人にとってラムもかけがえの無い存在になっていく。
ラムがピンチに陥ったり拉致されたりするとラムをかばう行動や率先して助けにいく等の勇敢な一面がある一方、しのぶが彼女であった時期にしのぶがレイに抱きつかれてその気になる、ラムがバレンタインのチョコをくれなかったり一時的に姿を消したり別の男と一緒に歩いていたりするなど、いわば想定外の行動を取られると、途端に動揺したり、激怒したり、不安になったり、嫉妬したり、時には泣いてしまう等といった気弱な一面ももつ。
2年4組のクラス委員長であるが、男子限定でファッショ（ファシズム）政権を展開しようとした面堂の対抗馬として立てられたためのものであり、本人も委員長としての自覚がないので毎回、授業中にエロ本を読んでいたり、早弁をするなどきわめて不真面目である。原作第19話「女になって出直せよ」の林間学校においてビールを隠し持っていたのを初めとして未成年ながら度々飲酒する傾向も見られる。「さよならの季節」では委員長の後継者に自らメガネを指名した。それも曖昧な理由でなく委員長として本人なりに悩んだ末の結論である（ラムからは別れを突き付けられたと勘違いされ、電撃を受けた上に泣かれてしまう。メガネもラムを譲るものと勘違いしていた）。しかしながら、クラスのほぼ全員があたるが委員長だった事をすっかり忘れていた。また、2年4組生徒が温泉マークを初めとする教師らに反抗する場合は中心人物となるなど、リーダーシップを発揮する場面も多い。
「悲しき雨音」では数学が苦手と言っているが基本的に勉強はほとんど出来ない方である。ただし「奸知」の意味が分からない藤波竜之介に意味を説明しているので、竜之介よりは若干学力はある。
生まれは4月13日の金曜日、仏滅で大地震の起きた日であり、錯乱坊（チェリー）曰く「世にも稀な凶運の相の持ち主」であるという。キャラクター設計の観点からみると、初期は災いを自身に呼び寄せる「凶運」が前面に出た受け身の女難キャラクターだったが、これでは話が続かないと原作者の高橋自身が判断し、徐々に女好きの面が強調され、基本的には楽観的で浮気性で世渡り上手なキャラクターに変化していった。しかも自身の不幸を積極的にばら撒いたり、悪用したりして事態を悪化させることも増える。
面堂とは、初対面時から犬猿の仲であるが本質は同じである。しかし本能に素直なために高校の女子生徒たちからは理性があり、才色兼備で女性を気遣える面堂のほうが好かれている。
コースケ(旧アニメではラム親衛隊4人)とは、面堂ほど険悪ではなく普段は男友達として付き合いをしているが互いの幸せを邪魔したりはする。
初期においては母親から、「産むんじゃなかった」「アホの活造り」「どうしてこんなアホに育ってしまったの！」など、時には泣きつかれる事がある位、親子関係に問題があったが、「さよならを言う気はない」だと、どんなにアホでも元のあたるが一番かわいいと言っている。あたるの方は母親が高校の授業参観に来たことに純粋に大喜びしたり、母親に泣きつかれてもヘラヘラしているなど、割と真っすぐ育っている。

## 特技・武器
ゴキブリ並の生命力とトカゲのしっぽの如き再生力を有し、どんなに攻撃を食らってもケロッとしていることが多い。
また、巨大な鉄の羽子板を問題なく扱っていたり、柔道の授業中に体育教師を一瞬で打倒してマットで簀巻きにして授業をジャックしているので、一般成人男性よりは強い可能性が高い。また、日頃は女性に暴力は振るわないが、竜之介と弁天の拳を同時に洗面器とタオルで止めている。
曰く「逃げることにかけては超人的」で影分身や変わり身の術が使えたり、女性を追いかける際には100mを7秒で走破する等、身体能力は人間離れしている。また、悪魔（ベリアル）と魂を奪い合うという非常識な能力も持つ。
その後、真剣白刃取りを成功させると多用するようになる。「第一人者」とも呼ばれ、面堂の抜刀のほか、カジキの突撃を受け止めている。また対面堂用の武器あるいはツッコミに大槌（但し本人がラムやサクラに大槌で突っ込まれることも）を、テンとのケンカには火炎放射対策にフライパンを多用。
また手先も器用で、チェリーそっくりな人形を制作したりしている。

## しのぶとの関係
あたるの初登場は他の女を見ていたあたるが彼女であるしのぶのビンタを喰らうところからはじまっている。もともと幼馴染で、当初はクラスメートたち公認で付き合っており、しのぶとは名実ともに恋人関係であったが、しのぶの嫉妬により度々あたるは机を投げられたりされている。しかし、ストーリーが進むにしのぶの方があたるに愛想を尽かすとともに尻軽な性格もあって、才色兼備の面堂の登場と共に解消に向かい、原作第26話「ツノる思いが地獄を招く」にて恋人関係は解消する。
なお、面堂のあたるに対する『凡人の彼（あたる）は普通の女の子が好きなんでしょう』という考察が当たっているためか、「絶体絶命」の回ではしのぶとの電話を邪魔するラムを電撃を喰らいながら家から追い出したり、ラムに対しては一度しか抱こうと思わなかったのに対し、しのぶに対しては自身が病床だろうが、野外授業の最中だろうが抱こうとして奥手なしのぶに拒絶されている。また、「性」の回では人間の精神を吸収して巨大化する卵がラムのキスよりもしのぶが馬乗り（あたるを半殺しにするため）になったときの方が巨大化してすらいた。
しかし、あたるは恋人としては諦めた一方で、それ以降もしのぶをハーレム構想の要員の一人と認識しており、しばしばセクハラしてはしのぶに撃退されるというのがお決まりとなっている。
物語の終局、運命製造管理局員・因幡くんに関わる一連のエピソードをきっかけに、しのぶと因幡が付き合うようになって以降は、あたるが二人に嫉妬したり付き合いを妨害をしたりするような描写は一切なく、完全に幼馴染で友達のひとりというような関係に落ち着いている。

## ラムとの関係
ラムの関係は複雑なもので、ラムは夫婦と自称するが、正式なものではない。またあたるは夫婦だとは認めてないようだが、ラムが他の男と仲良く（あたるの気を引くためのフェイク「芝居」の場合が多い）していることに対して腹を立て、「浮気者」という時もある。また作品に出てくるおみくじには、クサレ縁といわれている。周りの人間もいまいちつかめていないようだが、二人の仲がそうそう容易く終わるものではない、と思ってはいる模様。このように、恋人なのか、夫婦なのか、自他共にはっきりしていないところが特徴で、それが『うる星やつら』の基本的な魅力でもある。
二人の関係の始まりは、人類の代表として宇宙の鬼族ラムと鬼ごっこを始め、勝利するが、前日にしのぶから試合に勝ったら結婚してあげると言われ、ラムを追いかけながら「結婚じゃー! 」と叫びまくっていた為、ラムは求婚されたと勘違いする。その後、第3話において、ラム親衛隊の行動とあたるの勘違いからタダ乗りしてしまった星間タクシー料金の肩代わりの条件として同居するようになり、そこから二人のドタバタ劇が始まることになる。
物語序盤では押しかけ女房な上に、本来の恋人であるはずのしのぶとの関係をラムが浮気扱いして妨害したり、電撃制裁を食らわせられ、さらにいくら注意しても教室まで押しかけてあてつけにしのぶの目の前で過剰にいちゃつく(特に物語の初期など)のが原因でしのぶに一方的に酷い目に遭わせられるので、ラムを冷たくあしらっていたが、異星の女性（おユキや弁天など）との接点をもつようになると次第にラムを「金づる」ならぬ「女づる」として認識しだす。面堂登場後、しばらくはラムを面堂に押し付けたいがおユキや弁天との繋がりが切れるのを憂いていることやラムの制裁を恐れていることもあって煮え切らない状況が続く。しかし、「君まてども…」以降やがて本人にとってラムもかけがえの無い存在になっていく。「君去りし後」では、ラムが自分に見切りを付け、故郷に帰ったと勘違いし、号泣した。さらに「見合いコワし」では、ラムを心配するラムの父親に騙されて集団見合いパーティに参加したラムを追って、見合いをぶち壊すためにテンの宇宙船を使ってラムの母星まで乗り込んでいる。中盤においては「みじめっ子・終太郎」ではラムに対し「そちを妻に…」と発言した子どもの面堂にビンタをかます、「夜を二人で!! 」では共寝、「愛と闘魂のグローブ」ではグローブの呪いの為ラムに殴りかかる自らの左拳を自らの顔面を盾としてラムを守ったりして、あたるのラムに対する愛情が明確に露呈されていった。アニメ版のオリジナルストーリー「そして誰もいなくなったっちゃ!?」ではラムが殺害された際、取り乱して涙を流し、姿を現さない犯人に対し激昂した（無論この時は面堂やしのぶらにより、あたるを懲らしめる「芝居」の最中だったので実際にはラムも仮死状態になる薬を飲んで死んだ振りをしていた。その後、あたるは（精神科）病院に担ぎ込まれた。）同じく、原作の「惑わじのバレンタイン」でラムが自分になかなかチョコをくれなかった時には、自宅の机で「ラムのバカ」とシクシク泣きながら寝てしまったり、あたるの誕生日（4月13日）を扱ったオリジナルストーリーの「ハッピーバースデーマイダーリン」では、ラムが4月13日が何の日かを忘れていたことに腹を立て、口喧嘩した揚句、拗ねて布団を被って寝てしまうなど、ラムからの愛情を彼なりに受けとめている（ラムに惚れられていることが一種のプライドになっている）ような描写も見られる。前述の「君去りし後」と「そして誰もいなくなったっちゃ!?」は共に「お別れ直前スペシャル！輝けうる星大賞」でベスト1と2にランキングされている。最後半においては度々デートをしたり、ラムと結婚する未来を守ろうともしている。「電飾の魔境」では、電撃の効かない真吾と、ラムが一晩一緒にいた事にさすがに焦っていた。その後先陣を切ってラム救出に向かい、真吾との激戦の末ラムを助け出す姿が描かれた。
最終エピソード「ボーイ・ミーツ・ガール」では、ルパによって連れ去られたラムを助けに行くため、「都内各校美少女リスト、住所と電話番号付き、豪華生写真貼付」を面堂に差し出してスペースシャトルを借りようとした。また、ラムのことが本当に好きだったが、「好きだ」の一言で地球を救える、という勝負の最中だったため、逆に、地球を救うための嘘だと周囲に思われたくなく、素直に「好きだ」と言えなかった。であるが故に一度は「鬼ごっこだの面倒な手順踏んどらんと、記憶消してさっさと星に帰ったらどうだ！？」と心にもない事を言ってしまうが、最終日の日没直前には「本当にうちの事忘れてもいいっちゃ！？」に対して、ラムとの思い出を回想しつつ「忘れるもんかーっ！」と叫んでいる。結局「好き」と言わずじまいで鬼ごっこは終結するが、最後には「いまわの際にいってやる!!」と、遠回しの表現でラムを生涯愛するという意思を見せ、「一生痴話げんか続ける気か」と周囲から突っ込まれつつも幸せそうに二人で駆けていく後ろ姿で物語は終わる。
普段二人が求め合ってキスすることはあまりなく、あったとしても「オンリーユー」や「ビューティフルドリーマー」、OVA「ハートをつかめ」のような、キスの瞬間に第三者の介入があったり、何らかの形で阻害されることが殆どである。ただ、あたるが普段からラムにキスを求めたりしなかった事が、結果的に「宇宙からの侵略者！危うしラムの唇」でラムが侵略者の洗脳をまぬがれたと言える。但しTV版の最終回「オールスター大宴会！うちらは不滅だっちゃ！」では、実に自然な流れでキスしている。また本編とは関係ないが、エンディング曲『Open Invitation』（歌CINDY／第128回 - 149回使用）の最後のワンカットでは、怒るラムに向かってなだめるかのように、あたるの方からキスするという異例のシーンがある。

## 面堂との関係
面堂と本質は同じだが、水乃小路飛鳥の初登場時に、面堂と水乃小路飛麿が、飛鳥が西洋風甲冑で全身が覆われている容姿をみて、中身があることに気づかず「鉄の婚約者」や「鉄の妹」と思っているのに対し、いち早く中身を見ようとしており、面堂や飛麿よりは柔軟で常識的な思考が出来るようである。テンもよく発言しているがあたると面堂はアホの同レベルということがわかり、面堂自身はショックを受けている。面堂や了子の悪趣味なパーティに（「タダ飯が食える」という目的もあるが）呼ばれもしないのに参加したりする（面堂は文句を言いつつも追い返すことはしていない）。
近親憎悪の為犬猿の仲だが、作品後半部では協力したり、ラムやしのぶを交えて行動したりする展開もある。あたるは面堂を見下していると同時に面堂の下で働くのを屈辱としている。このために、初期の「目覚めたら悪夢」において、あたるは夢の中で面堂を自身のハーレムの使用人としてこき使うのを非常に喜び、その寝言が面堂の白刃の原因となる。後期の「運命管理局」では、近未来にあたるがしのぶと結婚した場合は面堂家の会社社員となり、面堂がラムと結婚した場合では面堂の使用人となっているので、あたるとラムは大変ショックを受けていた。
当初は互いに対立しあう関係であったが、中期の「惑星教師CAO-2の復讐」では悪友として描かれたり、劇場版『うる星やつら 完結篇』では「立て諸星！お前のエネルギーはこの程度のものではないはずだ！立ってラムさんを捕まえろ！」とラムとあたるの関係をそれなりに認めつつ激励している。

## 名前の由来
実在の人物である漫画家の諸星大二郎と巨人の江川卓の弟、江川中（あたる）に由来する（少年サンデーグラフィック誌上の原作者インタビューより）。様々な災厄に見舞われるという意味で「諸々の星に当たる」に、上記の名前をそれぞれかけたものであろうという説もある。
2021年9月12日に作者の高橋留美子のオフィシャルTwitterが【キャラクター小話】のひとつとして諸星あたるの名前の由来について「諸星ってかっこいいですよね。ウルトラセブンのモロボシ・ダンとか諸星大二郎とか。星に関係ある名前っていいなと思って。あたるは色んなものに遭遇するということでつけました。」とツイートした。
諸星大二郎はレンタルビデオ店に入った際、突然「よく来たな諸星!」と言われ、あたりを見ても近くに誰もいないので気味が悪くなって出ようとしたら「どこへ行く諸星!」と言われ、おもわず立ち止ったと言う。後になって分かった事だがこれはうる星やつら2 ビューティフル・ドリーマーにおける面堂の台詞で、丁度レンタルビデオ店で流していたビデオだった。（高橋留美子展に展示されたイラストのコメントによる）。

## その他の女性との関係
『うる星やつら』は一人の主人公に多数の異性が関わるといういわゆるハーレムアニメの様な状況となっており、しばしば、彼の特徴的なキャラクター類型は「まるで諸星あたるのように」と象徴的に名前を出されることがある。しかしながら、ラムと初期のしのぶ、ゲストキャラで登場した少女・望以外の女性キャラクター全てが主人公（あたる）に対して恋愛対象としてみていないという点において後の時代に登場するハーレムアニメとは一線を画している。むしろ後代で登場するハーレムアニメ的傾向は、同時期の高橋留美子の作品『めぞん一刻』や次回作の『らんま1/2』の方が顕著である。
あたるは日本の法律や対象となる女性の出自や意向、結婚や婚約の有無を無視して将来ハーレムを持つことを目標にしている。またハーレムの中にはラムの存在が絶対条件である。「女になって出直せよ」においてあたるの頭の中には女のことしかないことが判明するが、その頭の中は双六になっており、ラム、しのぶ、おユキ、弁天、人魚（「いまだ浮上せず」に登場）、サクラ、クラマの7名が確認できるが、原作第31話において夢邪鬼に強要して出させたハーレムの夢には知人の女性はしのぶとラムしか登場せず、残りは空想上の女性で占められていた。回が進むに連れてハーレム対象要員は増員し、「妄想フーセンガム」の回ではラム、しのぶ、おユキ、弁天、サクラ、クラマ、面堂了子、水乃小路飛鳥、藤波竜之介、ランの露出度の高い服装か水着姿の偽者を一つのガムでまとめて作ろうとしたが途中で壊された。「夢の扉」の回では六畳一間でも、「ラムがいて…しのぶがいて、サクラさんがいて、蘭ちゃんと竜之介ちゃんと了子ちゃんと弁天さまとおユキさんがいて……」と、ささやかな未来を夢見ている。
了子同様にランや弁天も言い寄るあたるを利用することがあったが、あたる本人は気にしていない。しばしば行動をともにしているとはいえサクラは面堂同様に「色餓鬼」といってあたるを嫌っており、水乃小路飛鳥にいたってはあたるは男性恐怖症の原因そのものである。しかしあたるは恋愛感情がなかろうが嫌われようが、かまわず言い寄ったりセクハラするのでぶっ飛ばされるのが後半のお決まりになっている。なお日常の主要セクハラ対象はサクラ、藤波竜之介、しのぶである。
なお、「テンからの贈り物」ではランやサクラがあたると結婚した場合には彼女らは不幸になるとしている。

## キャスト
担当声優
- 古川登志夫 - テレビアニメ版第1作
- 岸尾だいすけ - パチスロ版
- 神谷浩史 - テレビアニメ版第2作

担当俳優
- 六角慎司 - 「東京ガス」TVCM（2019年）

## 補足
- 『銀河英雄伝説』で無類の女好きという設定のオリビエ・ポプランというキャラがいるが、彼はファンから「イゼルローン（同作品内に出てくる要塞名）の諸星あたる」とあだ名がつけられる[14]。後に作られたOVA版でのポプランの声優はあたると同じ古川登志夫となるが、これは製作が同じキティ・フィルムであったことと、ファンのつけたあだ名も知られていたからでもある[要出典]。
- アニメ版におけるあたるの歩き方はガニ股であるが、これはチーフディレクターである押井守が最初に切った絵コンテの通りに作画されてしまったため（押井はガニ股でしか歩く絵が書けなかった）。押井は後に「そういう（あたるをガニ股に描いたような）ところが原作者の逆鱗に触れたんじゃないかな」と振り返っている[15]。
- 高橋留美子展の特別アニメでは日暮かごめと女性化していた早乙女乱馬をナンパしており、その際にかごめに「弥勒様の子孫!?」といわれている。なお、原作ではガールハントの際には女の子に住所と電話番号を聞いていたが、このアニメでは携帯電話を所持し、2人にメルアドを聞いていた。
- あたるを演じた古川登志夫は、「あたる」という名前の犬（シーズー）を飼っていた。